# Tarcis Ançay
Tarcis Ançay est un athlète suisse, né le 1er mars 1970 à Fully, spécialiste du marathon, des courses de fond et de montagne. Il est champion de Suisse du marathon en 2008, 2009, 2010 et 2011.

## Biographie
En plus de ses titres sur route, il signe de bons résultats en course en montagne. Il décroche la médaille de bronze au classement par équipe des championnats d'Europe de course en montagne 2004 avec Sébastien Epiney et Alexis Gex-Fabry ainsi qu'au Trophée mondial de course en montagne 2004 avec Sébastien Epiney, Alexis Gex-Fabry et Toni Jöhl. Il décroche la médaille d'argent au Trophée mondial de course en montagne 2008 avec David Schneider, Sébastien Epiney et Alexis Gex-Fabry.
EN 2008, il crée l'équipe de course en montagne BCVS Mount Asics Team avec Patrick Crettenand. L'équipe accueille des sportifs talentueux, comme Maude Mathys, César Costa, Pierre-André Ramuz ou encore Emmanuel Vaudan ainsi que des jeunes prometteurs qui bénéficient des conseils de leurs aînés.
Il possède depus 2011 son propre magasin de sport à Sion.
En 2014, il devient directeur de la course Sierre-Zinal, qu'il avait remportée en 2006. Il restera en fonction une année environ.
Il s'engage également en politique, dans le Parti socialiste. Député suppléant au Grand Conseil du canton du Valais durant la législature 2017-2021, il n'est pas élu lors des élections cantonales de 2021 mais accède au siège de député pour la législature 2021-2025 en remplacement d'Emmanuel Amoos qui se désiste pour remplacer Mathias Reynard au Conseil national.

## Palmarès

### Course en montagne
| no  | masculin           | Course                                     | Longueur | Départ            | Temps           |
| --- | ------------------ | ------------------------------------------ | -------- | ----------------- | --------------- |
| 5e  | 5e                 | Sierre-Zinal                               | 31 km    | 12 août 2001      | 2 h 42 min 0 s  |
| 4e  | Médaille de bronze | Championnats suisses de course en montagne | 10,6 km  | 22 juin 2002      | 1 h 4 min 21 s  |
| 6e  | 6e                 | Sierre-Zinal                               | 15 km    | 11 août 2002      | 1 h 13 min 31 s |
| 4e  | 4e                 | Sierre-Zinal                               | 31 km    | 8 août 2004       | 2 h 39 min 5 s  |
| 2e  | Médaille d'argent  | Thyon-Dixence                              | 16,35 km | 7 août 2005       | 1 h 13 min 1 s  |
| 1re | Médaille d'or      | Sierre-Zinal                               | 31 km    | 13 août 2006      | 2 h 36 min 9 s  |
| 1re | Médaille d'or      | Course Montreux-Les-Rochers-de-Naye        | 18,8 km  | 29 juin 2008      | 1 h 30 min 28 s |
| 5e  | 5e                 | Sierre-Zinal                               | 31 km    | 10 août 2008      | 2 h 39 min 42 s |
| 2e  | Médaille d'argent  | Sierre-Zinal                               | 31 km    | 9 août 2009       | 2 h 37 min 15 s |
| 2e  | Médaille d'argent  | Marathon de la Jungfrau                    | 42,2 km  | 5 septembre 2009  | 2 h 59 min 55 s |
| 3e  | Médaille d'argent  | Championnats suisses de course en montagne | 18,8 km  | 11 juillet 2010   | 1 h 30 min 19 s |
| 2e  | Médaille d'argent  | Thyon-Dixence                              | 16,35 km | 1er août 2010     | 1 h 13 min 15 s |
| 5e  | 5e                 | Sierre-Zinal                               | 31 km    | 8 août 2010       | 2 h 39 min 46 s |
| 6e  | 6e                 | Marathon de la Jungfrau                    | 42,2 km  | 11 septembre 2010 | 3 h 5 min 54 s  |
| 1re | Médaille d'or      | Ascension du Christ-Roi                    | 6,2 km   | 9 octobre 2010    | 32 min 51 s     |

### Route
| Année | Compétition                           | Lieu     | Place | Épreuve       | Temps           |
| ----- | ------------------------------------- | -------- | ----- | ------------- | --------------- |
| 2003  | Championnats suisses de semi-marathon | Lausanne | 3e    | Semi-marathon | 1 h 7 min 49 s  |
| 2004  | Championnats suisses de semi-marathon | Lausanne | 1er   | Semi-marathon | 1 h 7 min 8 s   |
| 2005  | Championnats suisses de semi-marathon | Lausanne | 3e    | Semi-marathon | 1 h 7 min 18 s  |
| 2005  | Marathon de Genève                    | Genève   | 4e    | Marathon      | 2 h 17 min 45 s |
| 2007  | Marathon de Genève                    | Genève   | 3e    | Marathon      | 2 h 23 min 8 s  |
| 2008  | Championnats suisses de marathon      | Zurich   | 1er   | Marathon      | 2 h 22 min 32 s |
| 2008  | Championnats suisses de 10 km         | Carouge  | 2e    | 10 kilomètres | 30 min 15 s     |
| 2009  | Championnats suisses de marathon      | Zurich   | 1er   | Marathon      | 2 h 21 min 30 s |
| 2009  | Jeux mondiaux des maîtres             | Sydney   | 1er   | 10 kilomètres | 31 min 12 s     |
| 2009  | Jeux mondiaux des maîtres             | Sydney   | 1er   | Semi-marathon | 1 h 8 min 45 s  |
| 2010  | Championnats suisses de marathon      | Zurich   | 1er   | Marathon      | 2 h 20 min 53 s |
| 2011  | Championnats suisses de marathon      | Zurich   | 1er   | Marathon      | 2 h 20 min 2 s  |

## Records
| Épreuve       | Performance     | Date             | Lieu       |
| ------------- | --------------- | ---------------- | ---------- |
| 5 000 mètres  | 15 min 1 s 78   | 15 juin 2007     | Lugano     |
| 10 000 mètres | 30 min 28 s 69  | 20 mai 2004      | Langenthal |
| 10 kilomètres | 29 min 57 s     | 26 novembre 2005 | Bâle       |
| 15 kilomètres | 47 min 37 s     | 21 mai 2009      | Chiètres   |
| 10 miles      | 51 min 49 s     | 22 mai 2010      | Berne      |
| Semi-marathon | 1 h 5 min 59 s  | 14 mars 2004     | Colombier  |
| Marathon      | 2 h 17 min 45 s | 8 mai 2005       | Genève     |